# 3점슛

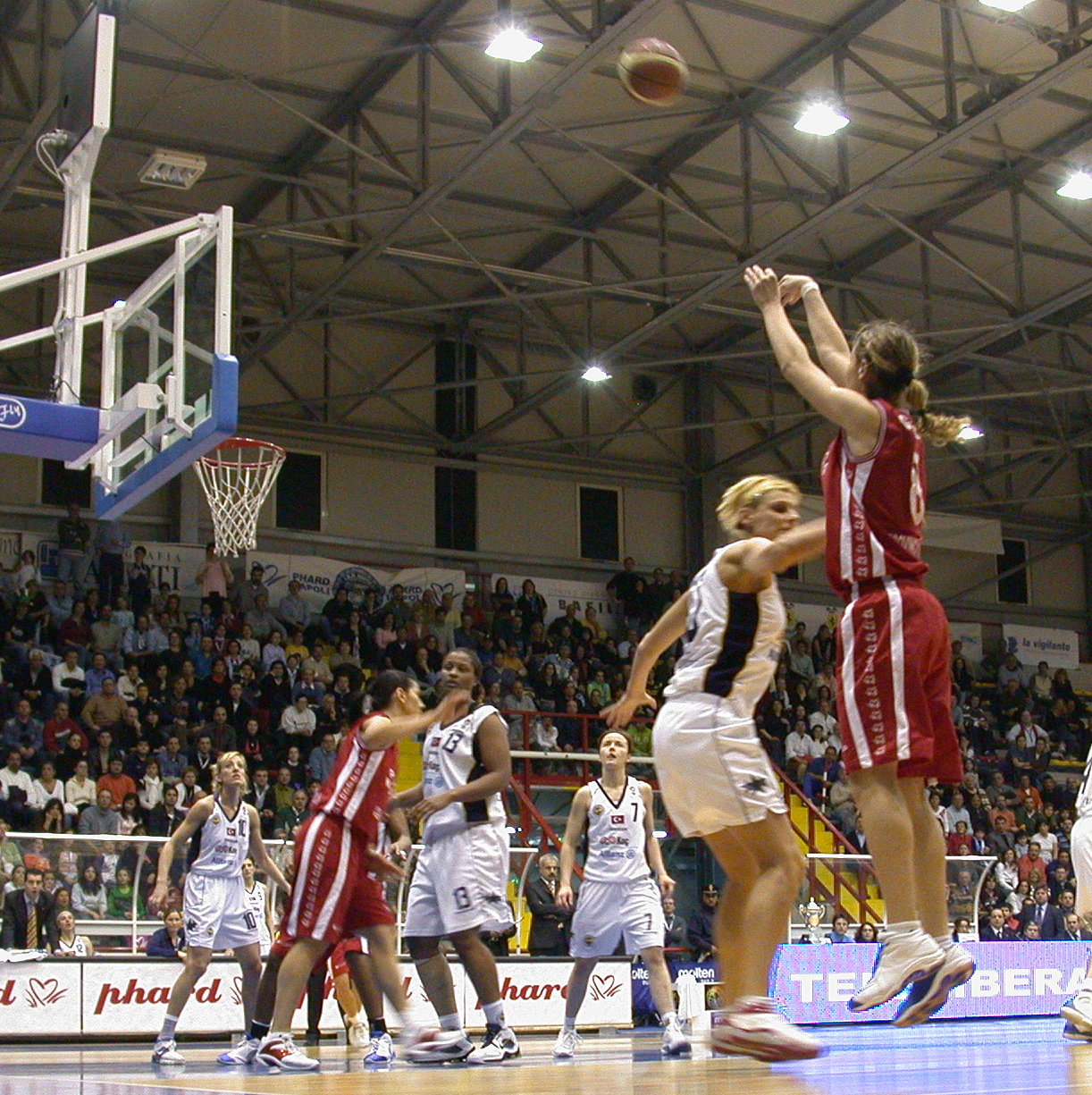

3점슛은 농구의 필드골이다. 스리포인트 라인 바깥에서 슛에 성공하면 얻을 수 있다.